# Tornaľa
Tornaľa, ungarisch Tornalja (1948 bis 1990 slowakisch „Šafárikovo“; ungarisch früher auch Tornallya) ist eine Stadt im Okres Revúca (Banskobystrický kraj) in der südlichen Mittelslowakei mit 6702 Einwohnern (Stand 31. Dezember 2024).

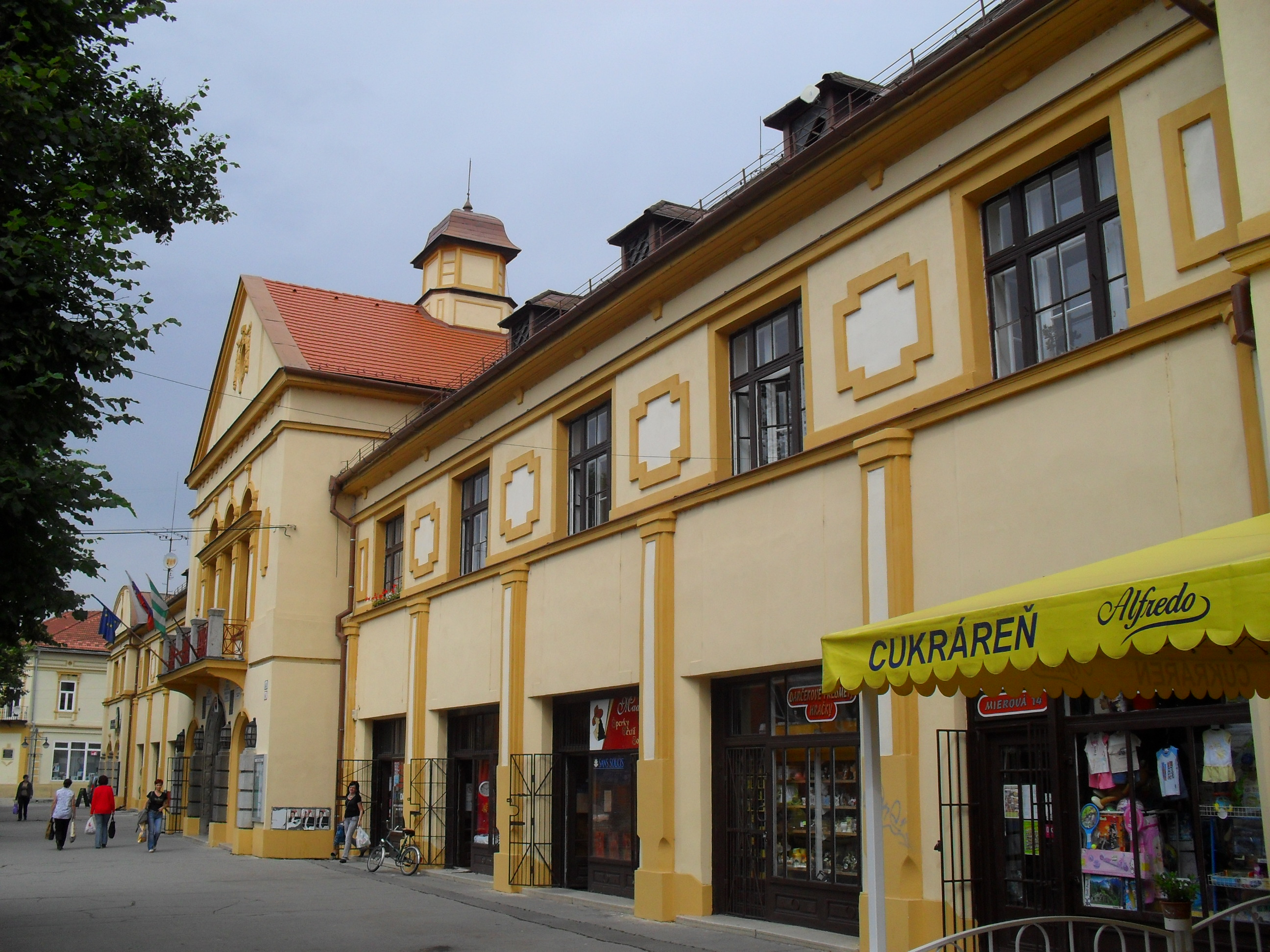
Gebäude des Rathauses am Hauptplatz

## Geographie
Die Stadt befindet sich im Ostteil des Kessels Rimavská kotlina (Teil des Südslowakischen Kessels) am Fluss Slaná südlich von Revúca nahe der ungarischen Grenze, nahe den Teilgebirgen des Slowakischen Erzgebirges. Das Ortszentrum liegt auf einer Höhe von 181 m n.m. und ist 27 Kilometer von Rimavská Sobota, 34 Kilometer von Rožňava sowie 126 Kilometer von Banská Bystrica gelegen (Straßenentfernung).
Die Stadt gliedert sich in folgende Gemeindeteile:
- Behynce (1971 eingemeindet, ungarisch Beje)
- Králik (1963 eingemeindet, ungarisch Sajókirályi)
- Starňa (1971 eingemeindet, ungarisch Sajószárnya)
- Tornaľa

Die folgenden Angaben beziehen sich auf die Luftlinie zum nächsten Ortszentrum und die Entfernungen sind auf halbe Kilometer kaufmännisch gerundet. Städte sind fett hervorgehoben.
| Otročok, Tisovec 4,5 km, 40 km             | Gemer, Revúca 3 km, 33 km                   | Dlhá Ves, Košice 11,5 km, 76,5 km         |
| Kaloša, Rimavská Sobota 7 km, 23 km        | Kompassrose, die auf Nachbargemeinden zeigt | Szuhafő (HU), Rudabánya (HU) 10 km, 23 km |
| Stránska, Salgótarján (HU) 3,5 km, 54,5 km | Štrkovec, Ózd (HU) 7 km, 22,5 km            | Hubovo, Kazincbarcika (HU) 4 km, 25,5 km  |

## Geschichte

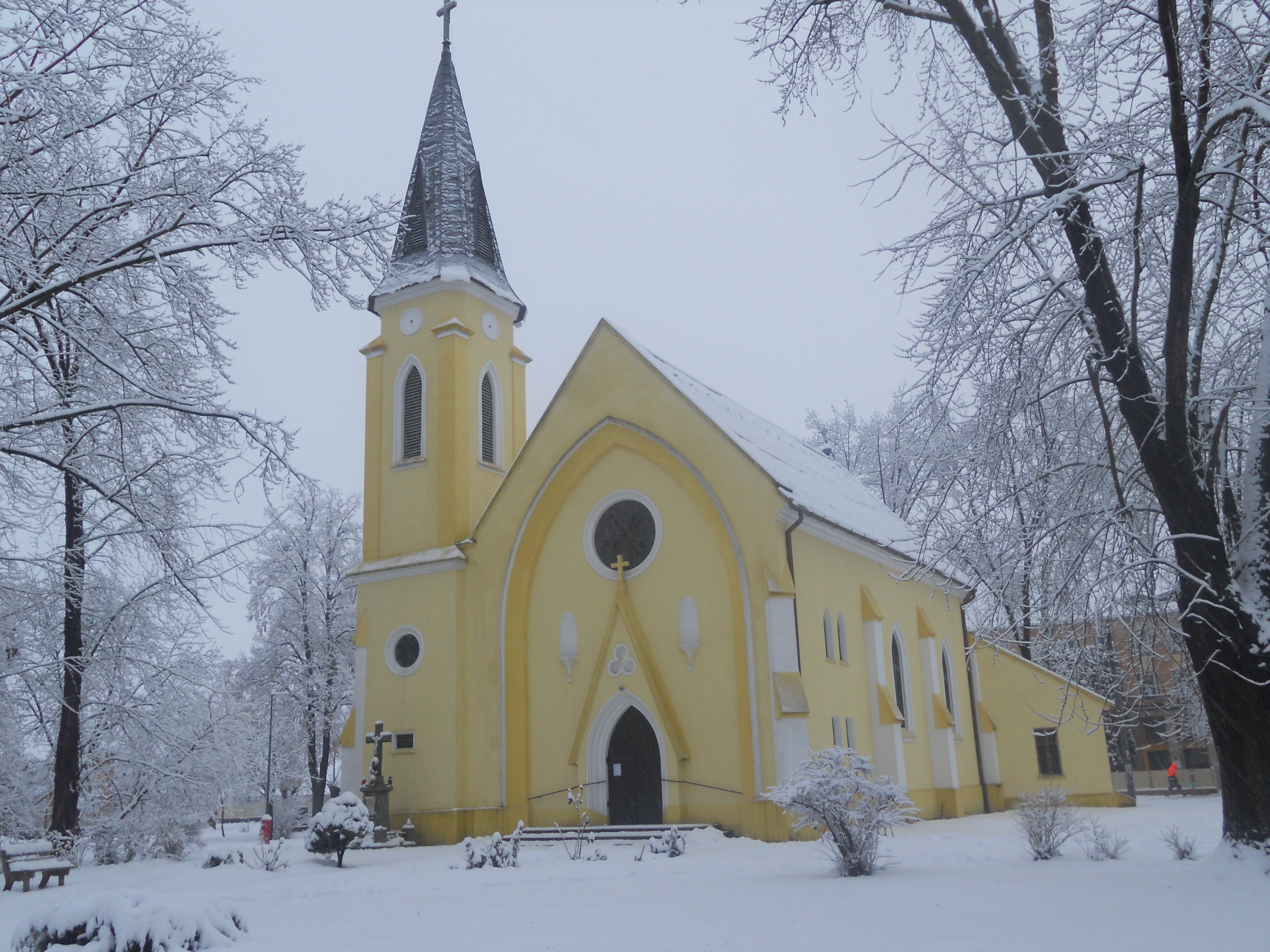
Römisch-katholische Kirche

Das heutige Gemeindegebiet ist seit der Bronzezeit besiedelt, mit archäologischen Funden der Kyjatice-Kultur und Piliny-Kultur.
Der Ort wurde 1245 zum ersten Mal schriftlich als Kuuy erwähnt, 1291 als Tornalya alias Kewy schriftlich erwähnt. Er war Besitz der Familie Tornallyai und wies 1427 in einem Steuerverzeichnis 46 Porta auf. Durch den Aufstieg der Familie Tornallyai wuchs auch die Bedeutung des Ortes, und er erhielt 1513 vom ungarischen König Vladislav II. einige Privilegien. Wegen den Türkenkriegen in der zweiten Hälfte des 16. Jahrhunderts flüchteten viele Einwohner. 1828 zählte man 96 Häuser und 622 Einwohner, die als Handwerker und Landwirte beschäftigt waren. Nach dem Eisenbahnanschluss im Jahr 1874 durch die Bahnstrecke Bánréve–Dobšiná wurde Tornaľa Handelssitz der landwirtschaftlich geprägten Gegend.
Tornaľa gehörte bis 1918 im Komitat Gemer und Kleinhont als Sitz eines Stuhlbezirks zum Königreich Ungarn, kam dann zur neu entstandenen Tschechoslowakei. Durch den Ersten Wiener Schiedsspruch kam sie von 1938 bis 1945 kurzzeitig wieder zu Ungarn.
Die Stadt hieß von 1948 bis 1990 zu Ehren des slowakischen Sprachwissenschaftler Pavol Jozef Šafárik Šafárikovo.

## Bevölkerung
| Jahr                | 1994 | 2004    | 2014    | 2024    |
| ------------------- | ---- | ------- | ------- | ------- |
| Anzahl der Personen | 8457 | 8016    | 7364    | 6702    |
| Unterschied         |      | −5,21 % | −8,13 % | −8,98 % |

| Jahr                | 2023 | 2024    |
| ------------------- | ---- | ------- |
| Anzahl der Personen | 6741 | 6702    |
| Unterschied         |      | −0,57 % |

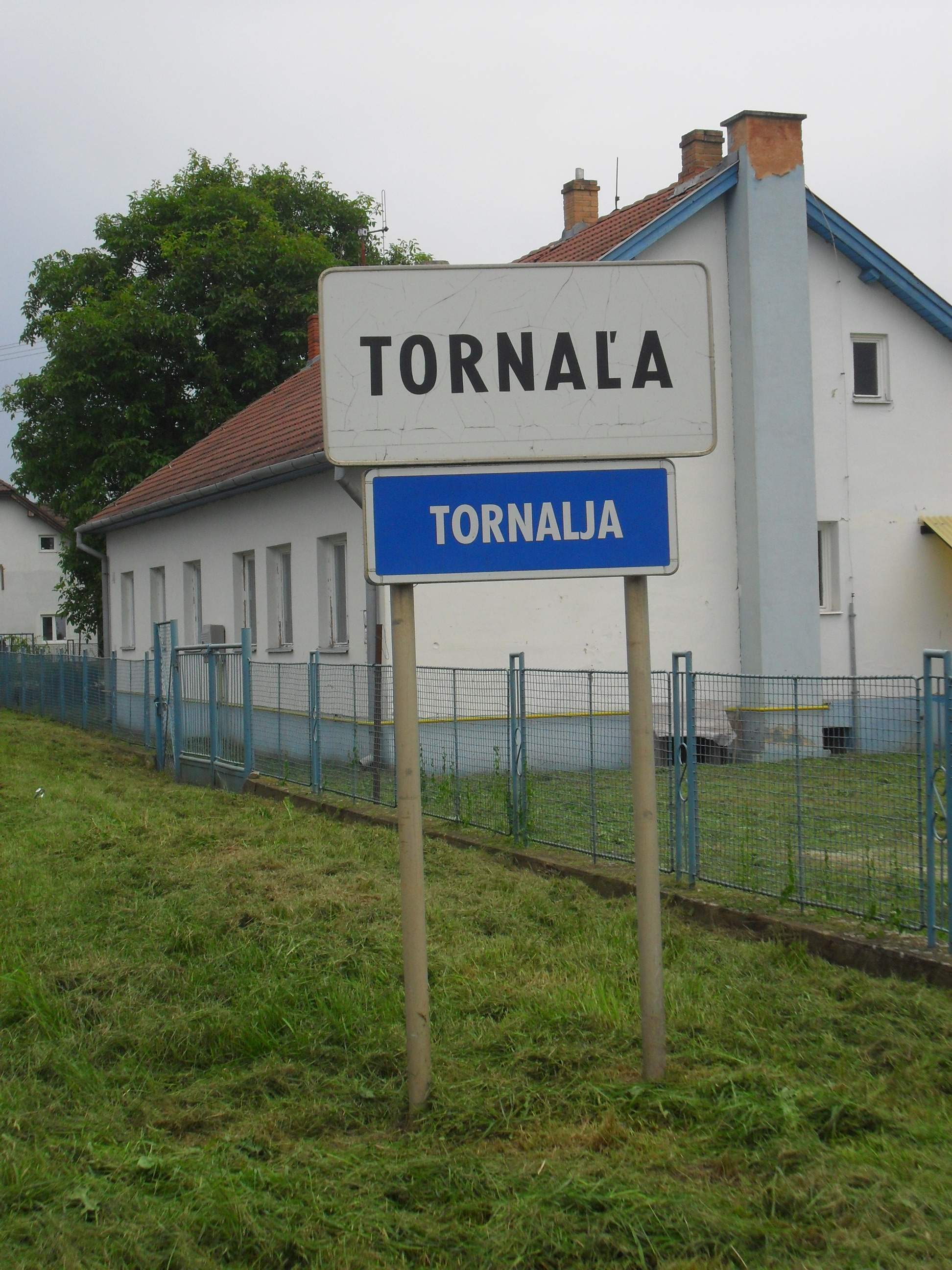
Zweisprachiges Ortsschild am Ortseingang

Nach der Volkszählung 2011 wohnten in Tornaľa 7509 Einwohner, davon 4331 Magyaren, 2262 Slowaken, 334 Roma, 29 Tschechen sowie jeweils fünf Bulgaren, Polen, Russinen und Ukrainer. 10 Einwohner gaben eine andere Ethnie an und 523 Einwohner machten keine Angabe zur Ethnie.
3219 Einwohner bekannten sich zur römisch-katholischen Kirche, 1254 Einwohner zur reformierten (calvinistischen) Kirche, 426 Einwohner zur Evangelischen Kirche A. B., 133 Einwohner zu den Zeugen Jehovas, 62 Einwohner zur evangelisch-methodistischen Kirche, 60 Einwohner zur griechisch-katholischen Kirche, 12 Einwohner zur altkatholischen Kirche und 10 Einwohner zur orthodoxen Kirche; 53 Einwohner bekannten sich zu einer anderen Konfession. 1288 Einwohner waren konfessionslos und bei 992 Einwohnern wurde die Konfession nicht ermittelt.
Auszug aus den Ergebnissen der Volkszählung 2001 (8169 Einwohner):
| Nach Ethnie: - 62,17 % Magyaren - 29,77 % Slowaken - 6,70 % Roma - 0,50 % Tschechen | Nach Konfession: - 49,82 % römisch-katholisch - 17,03 % konfessionslos - 7,33 % evangelisch - 2,58 % keine Angabe |

## Sehenswürdigkeiten

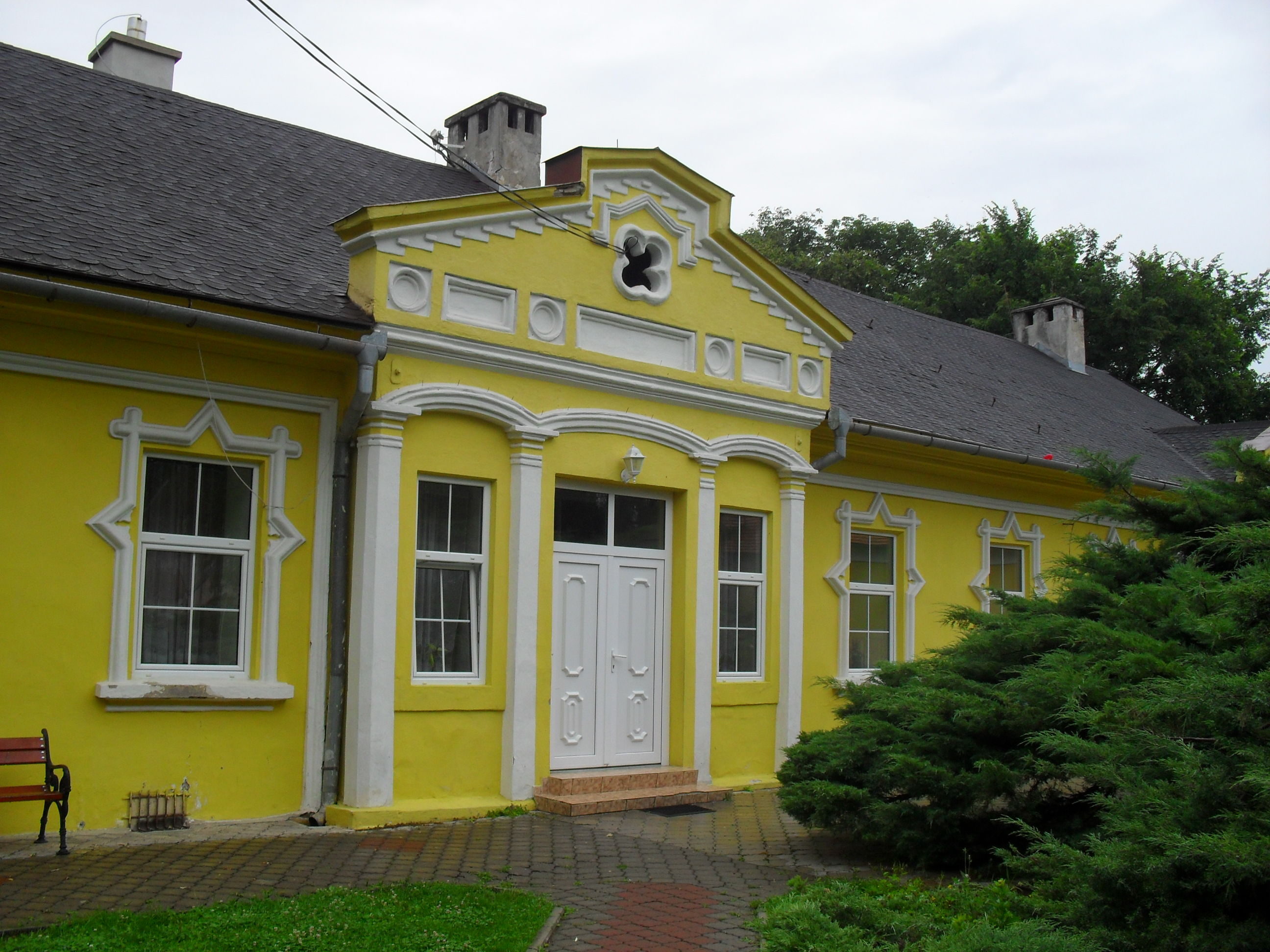
Tornallyai-Landschloss

Die bedeutendsten sakralen Bauten sind die calvinistische Kirche im gotischen Stil aus dem 15. Jahrhundert, die römisch-katholische Kirche im neogotischen Stil aus dem Jahr 1931 sowie die evangelische Kirche im funktionalistischen Stil aus dem Jahr 1933. Dazu haben die Stadtteile Behynce und Králik je eine calvinistische Kirche.
Das einstige Landschloss des Geschlechts Tornallyai im klassizistischen Stil aus dem frühen 19. Jahrhundert ist heute Sitz eines Kinderheims, dazu steht in den Stadtteilen Behynce und Starňa je ein Landschloss. Das Rathaus der Stadt wurde zwischen 1926 und 1928 erbaut. Am Hauptplatz stehen zwei Denkmäler: eines für die gefallenen sowjetischen Soldaten und eines für die Opfer der Stadt im Zweiten Weltkrieg.
Regional bekannt ist ein Badeplatz nahe dem Fluss Slaná.

## Verkehr

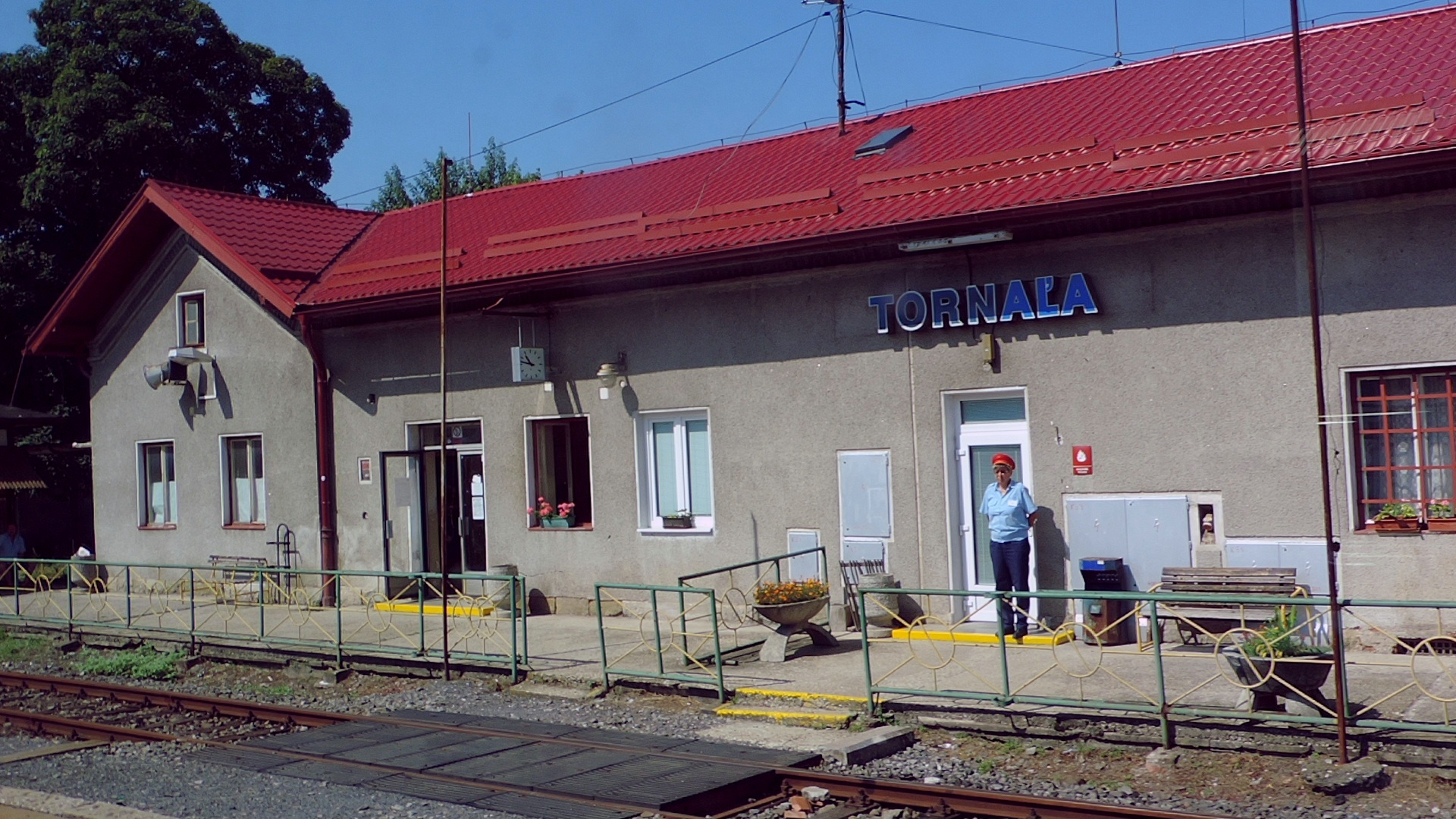
Bahnhof Tornaľa

In der Stadt treffen die Straßen 1. Ordnung 16 (Zvolen–Košice) und 67 (Grenze HU/SK bei Kráľ–Rožňava–Pusté Pole) zusammen, dazu zweigt in Behynce die Straße 2. Ordnung 532 Richtung Revúca und Muráň ab. Fernverkehr nutzt die 2006 fertiggestellte Ortsumgehung Tornaľa im Zuge der Schnellstraße R2 (E 58, E 571).
Seit 1874 besitzt Tornaľa einen Anschluss an das Eisenbahnnetz, mit einem Bahnhof östlich des Stadtzentrums. Personennahverkehr gibt es keinen, lediglich einige Schnellzüge im Zuge der sogenannten Südmagistrale. Die Stadt hat sowohl Fern- als auch Regionalbusnetzanschluss.

## Persönlichkeiten
- Juraj Tandler (* 10. Juni 1934 in Tornaľa; † 11. Januar 2020 in Bratislava), slowakischer Komponist, Dirigent und Musikpädagoge